# Kanton Blois-2
Der Kanton Blois-2 ist seit 1973 ein französischer Wahlkreis im Arrondissement Blois, im Département Loir-et-Cher und in der Region Centre-Val de Loire; sein Hauptort ist Blois.

## Gemeinden
Der Kanton besteht aus fünf Gemeinden und einem Teil der Stadt Blois mit insgesamt 24.497 Einwohnern (Stand: 1. Januar 2022) auf einer Gesamtfläche von 58,06 km²:
| Gemeinde                 | Einwohner 1. Januar 2022 | Fläche km² | Dichte Einw./km² | Code INSEE | Postleitzahl |
| ------------------------ | ------------------------ | ---------- | ---------------- | ---------- | ------------ |
| Blois                    | 15.095                   | 8,14       | 1.854            | 41018      | 41000        |
| La Chaussée-Saint-Victor | 4.488                    | 6,63       | 677              | 41047      | 41260        |
| Menars                   | 620                      | 4,50       | 138              | 41134      | 41500        |
| Saint-Denis-sur-Loire    | 904                      | 12,40      | 73               | 41206      | 41000        |
| Villebarou               | 2.558                    | 9,11       | 281              | 41276      | 41000        |
| Villerbon                | 832                      | 17,28      | 48               | 41288      | 41000        |
| Kanton Blois-2           | 24.497                   | 58,06      | 422              | 4103       | –            |

1. ↑   Nur der nordöstliche Teil der Gemeinde, der Rest verteilt sich auf die Kantone Blois-1, Blois-3 und Vineuil.

Bis zur landesweiten Neuordnung der französischen Kantone im März 2015 gehörten zum Kanton Blois-2 die vier Gemeinden Blois, Cellettes, Chailles und Saint-Gervais-la-Forêt. Er besaß vor 2015 einen anderen INSEE-Code als heute, nämlich 4102.